# Reims-Cessna F406
Die Reims-Cessna F406 Caravan II ist ein zweimotoriges Turbopropflugzeug, das auf Basis verschiedener anderer Cessna-Typen beim französischen Hersteller Reims Aviation SA hergestellt wird (inzwischen eine Tochterfirma von GECI Aviation).

## Entwicklung und Konstruktion
Bei der Cessna 406 handelt sich um einen zweimotorigen Tiefdecker für bis zu 12 Passagiere mit einem Bugrad-Einziehfahrwerk. Die Maschine ist ganz aus Metall gefertigt, verfügt aber nicht über eine Druckkabine. Die Systemkomponenten stammen von der Cessna 425, der Rumpf von der Cessna 404 und die Tragflächen von der Cessna 441. Der Erstflug der Maschine (Kennzeichen F-WLZT) fand am 22. September 1983 statt.
Es existieren zwei Varianten: die VIGILANT, für Überwachungs- und weitere militärische Aufgaben und Version COMMUTER für den Passagier- und Frachttransport. Der Typ hat eine Zulassung nach FAR23 und SFAR41. Zulässig ist der Betrieb nach IFR und VFR auch bei Vereisungsgefahr.
Hauptabnehmer der ab 1984 ausgelieferten Maschine waren kleine Charterfluggesellschaften wie die Tulip-Air oder die Atlantic Express. Einziger deutscher kommerzieller Betreiber ist die Air-taxi europe mit drei Flugzeugen dieses Typs (S/N 007, S/N 050 und S/N 061).
Darüber hinaus wird der Typ von den französischen Zollbehörden und der Armee genutzt. In Großbritannien werden zwei Flugzeuge des Musters von der Küstenwache bei der Entdeckung und Bekämpfung von Meeresverschmutzungen eingesetzt.
Bis Mai 2008 sind 94 Maschinen hergestellt worden.
Militärische Nutzer

 Französische Armee

## Technische Daten

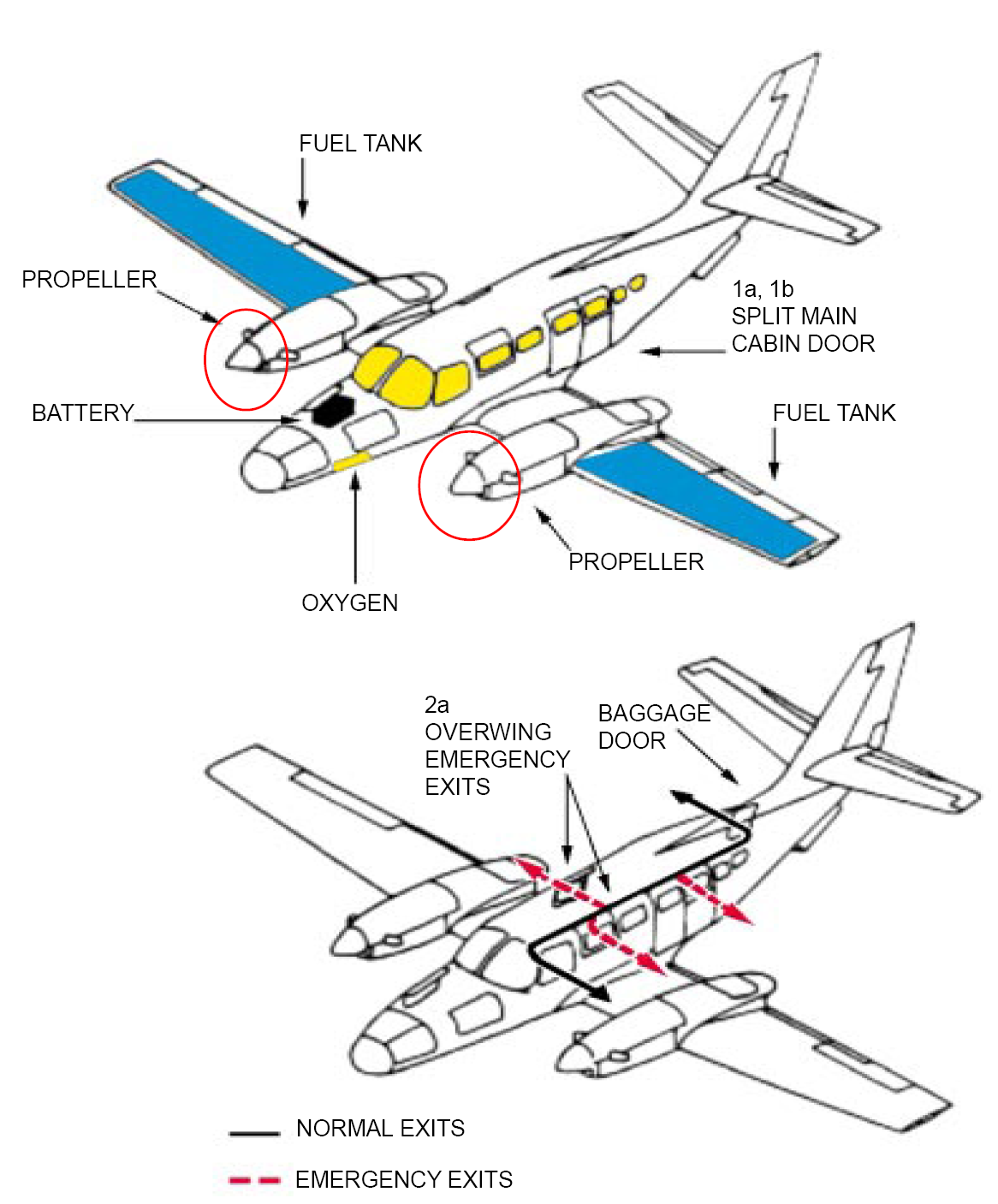
Zeichnung Reims-Cessna F406

| Kenngröße             | Daten                                                     |
| --------------------- | --------------------------------------------------------- |
| Besatzung             | 1                                                         |
| Passagiere            | bis zu 12                                                 |
| Länge                 | 11,89 m                                                   |
| Spannweite            | 15,09 m                                                   |
| Höhe                  | 4,01 m                                                    |
| Flügelfläche          | 23,48 m²                                                  |
| Flügelstreckung       | 9,7                                                       |
| Kabinenhöhe           | 1,30 m                                                    |
| max. Kabinenbreite    | 1,422 m                                                   |
| Kabinenlänge          | 5,712 m                                                   |
| Radstand              | 4,282 m                                                   |
| Spurweite             | 3,807 m                                                   |
| Nutzlast              | ca. 1500 kg, 460 kg full range                            |
| Tankkapazität         | 1798 l                                                    |
| Leermasse             | 2283 kg                                                   |
| max. Startmasse       | 4468 kg                                                   |
| Höchstgeschwindigkeit | 426 km/h                                                  |
| Lastvielfache         | +3,31/−1,37g                                              |
| Steigleistung         | 564 m/min                                                 |
| Reichweite            | 3280 km (45 min Reserve)                                  |
| Triebwerke            | 2 × Pratt & Whitney Canada PT6A-112 zu je 373 kW (500 PS) |
| Propeller             | 3-Blatt-Verstellpropeller McCauley, mit Enteisung         |

## Zwischenfälle
- Am 31. August 1993 verunglückte eine auf J.G. Abdi zugelassene Reims-Cessna F406 (Luftfahrzeugkennzeichen F-GJLH) am Flughafen Straßburg (Elsass). Das Flugzeug wurde zerstört. Nähere Einzelheiten sind derzeit nicht verfügbar. Der Pilot, einziger Insasse, überlebte den Unfall.[2]

- Am 3. November 2001 stürzte eine Reims-Cessna F406 der GJ Air (ZS-OIG), mit der ein Flug zum Flughafen Eros in Namibia durchgeführt werden sollte, kurz nach dem Start vom Flughafen Johannesburg ab. Dabei kamen alle drei Personen an Bord ums Leben. Die Unfalluntersuchung ergab einen Kontrollverlust entlang der Roll- und Nickachse, hervorgerufen durch eine 16-prozentige Überladung und eine falsche Gewichtsverteilung. Es wurden weitere erhebliche Betriebsverstöße festgestellt: Lufttüchtigkeits- und Betreiberzeugnis waren abgelaufen, die Betriebsgrenze der Triebwerke überschritten, die Ladung ungesichert und es wurde ein Passagier befördert, obwohl für diesen weder ein Sitz noch eine Rückhaltevorrichtung an Bord waren (siehe auch Flugunfall einer Reims-Cessna F406 am Flughafen Johannesburg).

- Am 17. August 2003 wurde eine Reims-Cessna F406 der Hageland Aviation Services (N6591L) auf einem Frachtflug vom Flughafen Barrow zum Flughafen Wainwright in Alaska in die Tschuktschensee geflogen. Die beiden Personen an Bord der Maschine kamen ums Leben. Die Auswertung der Radardaten und Aussagen eines ortskundigen Piloten ließen darauf schließen, dass die Maschine ins Meer geflogen wurde, nachdem die Insassen den Flug für eine Walbeobachtung zweckentfremdet hatten (siehe auch Flugunfall einer Reims-Cessna F406 der Hageland Aviation Services).